# Crimson Memories
Crimson Memories je česká freewarová RPG hra z roku 2012. Vytvořil ji vývojář her známý jako Rebel, který stál za hrami jako Broken Hearts a Forbidden Saga. V roce 2013 bylo vydáno volné pokračování Crimson Memories 2. Hra vznikla v RPG Makeru.

## Příběh
Hra sleduje osudy Teodora, který se vydal do tajuplné věže. Zde se má nacházet ovoce života. to by mělo vyléčit jeho milovanou Isabel. Ovoce však roste jen jednou za 100 let a Teodor není jediný kdo jej potřebuje. Cestou potkává zvláštní modrá stvoření Gobie. Ty umí jen mluvit a léčit (hráč si u nich také může uložit). Později potkává i růžová Gobie, které na něj útočí

## Postavy

### Teodor
Hlavní hrdina hry, který se snaží za každou cenu zachránit svoji milovanou Isabel. Vydává se do andělské věže a snaží se získat ovoce života. Musí však napřed porazit ostatní dobrodruhy.

### Princezna
Do věže přišla se svými služebníky. Chce ovoce pro sebe.

### Ezebel
Služebník a ochránce princezny. Je považován za její "pravou ruku".

### Malvína
Služebnice a ochránkyně princezny, Označuje se za její "levou ruku."

### Alvin a Irvin
Bratří, kteří chtějí ovoce pro svého bratra. Jsou prvními, kteří se Teodorovi postaví do cesty.

### Isabel
Teodorova milovaná osoba. Ta umírá a jediné co ji může zachránit je ovoce života.